# Accident d'un Tu-134 de la Balkan Bulgarian à Sofia
L’accident du Tu-134 de la Balkan Bulgarian eut lieu le 10 janvier 1984, quand un avion de ligne un Tupolev Tu-134, reliant l'aéroport de Schönefeld, en Allemagne de l'Est, à l'aéroport de Sofia, en Bulgarie, s'est écrasé. 
Pendant l'approche de l'aéroport de Sofia, dans un temps fortement neigeux, l'équipage n'a pas réussi à établir un contact visuel avec le sol en descendant au-dessous de l'altitude de décision. L'équipage a tenté de remettre les gaz à une altitude de 80 à 100 mètres (260 à 330 pi), mais l'avion a heurté une ligne électrique et s'est écrasé à 4 km (2,5 mi) de la piste dans une forêt. L'avion a été détruit, il n’y a eu aucun survivant.